# Honolulu County
Honolulu County er et county af i alt fem i den amerikanske delstat Hawaii.
Honolulu Countys totale areal er 5.509 km² hvoraf 3.955 km² er vand. I år 2000 havde Honolulu 876.156 indbyggere. County'ets administration ligger i byen Honolulu, som også er delstatens Hawaiis hovedstad.
21°28′N 157°58′V / 21.47°N 157.97°V